# Từ An Thái hậu
Hiếu Trinh Hiển Hoàng hậu (chữ Hán: 孝貞顯皇后; tiếng Mãn: ᡥᡳᠶᠣᠣᡧᡠᠩᡤᠠ
 ᠵᡝᡴᡩᡠᠨ
 ᡳᠯᡝᡨᡠ
 ᡥᡡᠸᠠᠩᡥᡝᠣ, Möllendorff: hiyoošungga jekdun iletu hūwangheo, Abkai: hiyouxungga jekdun iletu hvwangheu; 12 tháng 8, năm 1837 – 8 tháng 4, năm 1881), được biết đến như Từ An Hoàng thái hậu (慈安皇太后) hoặc Đông Thái hậu (東太后), kế thất nhưng là Hoàng hậu đầu tiên và duy nhất của Thanh Văn Tông Hàm Phong Hoàng đế và là Hoàng thái hậu dưới thời Thanh Mục Tông Đồng Trị Hoàng đế, đồng nhiếp chính với Từ Hi Thái hậu. Sau khi Đồng Trị Đế qua đời, bà tiếp tục vai trò nhiếp chính dưới thời Thanh Đức Tông Quang Tự Hoàng đế cho đến khi mất.
Năm 1861, Hàm Phong Đế băng hà, di chiếu cho Cố mệnh Bát đại thần cùng nhiếp chính cho Tân Hoàng đế là Đồng Trị còn nhỏ tuổi. Từ An Hoàng thái hậu đã cùng Từ Hi Hoàng thái hậu - dưới sự giúp đỡ của Cung Thân vương Dịch Hân - đã tạo nên chính biến phế trừ cả Tám vị đại thần nhằm đạt được quyền lợi chính trị trước mâu thuẫn gay gắt với Túc Thuận, người đứng đầu Tám vị đại thần. Sau sự kiện này, Từ An Thái hậu và Từ Hi Thái hậu đồng nhiếp chính cho Tân Hoàng đế, trở thành 2 vị Hoàng thái hậu duy nhất của triều đại Thanh thực hiện Thùy liêm thính chánh (垂簾聽政).

## Thân thế

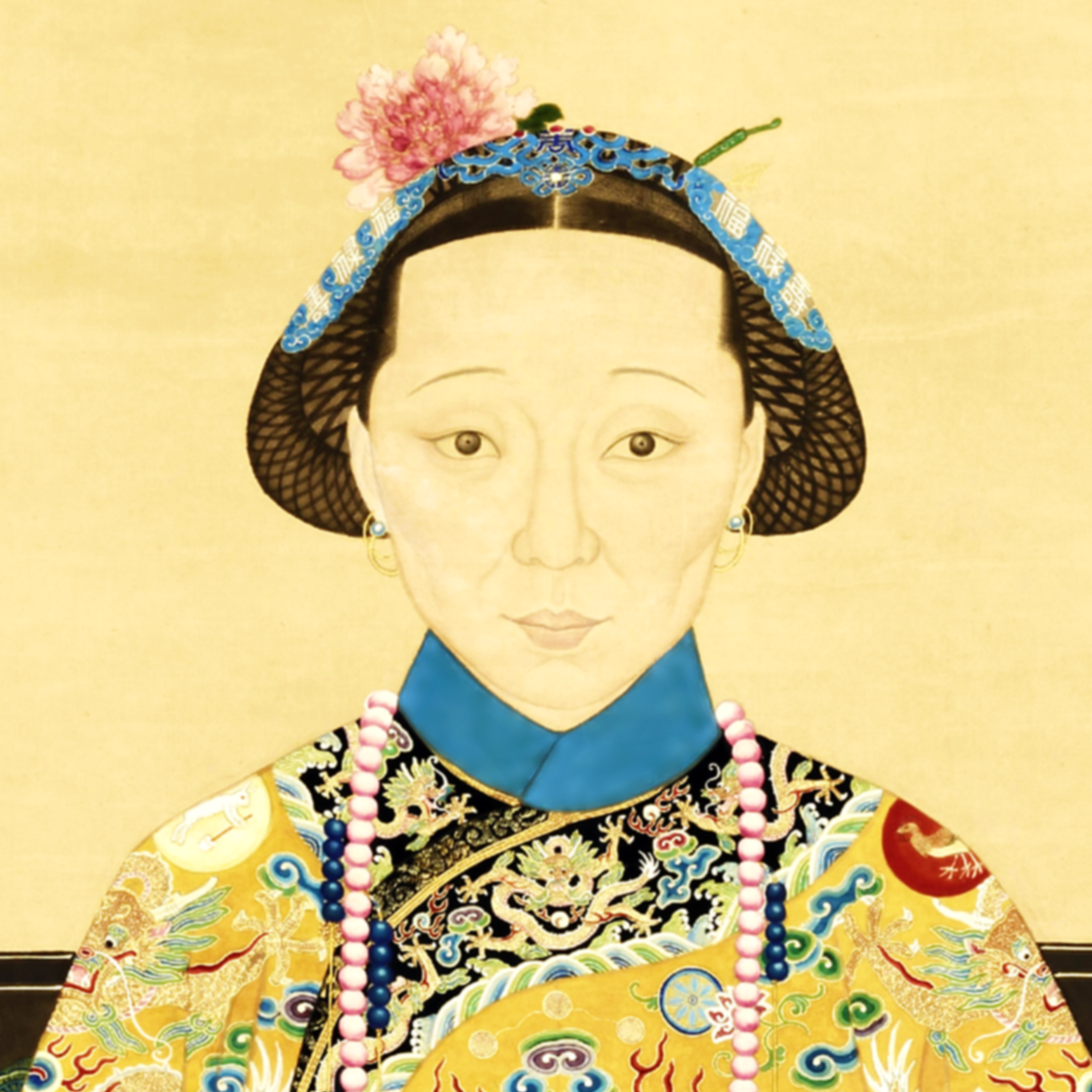
Hiếu Trinh Hiển Hoàng hậu Nữu Hỗ Lộc thị

### Dòng dõi hiển hách
Từ An Hoàng thái hậu sinh ngày 20 tháng 7 (âm lịch) năm Đạo Quang thứ 17, Nữu Hỗ Lộc thị, thuộc Mãn Châu Tương Hoàng kỳ. Dòng dõi của bà chính là Hoằng Nghị công phủ Nữu Hỗ Lộc thị, hậu duệ của Ngạch Diệc Đô.
Hoằng Nghị công Nữu Hỗ Lộc gia có 16 phòng hệ, thì dòng dõi của bà xuất thân từ phòng thứ 3 trong Hoằng Nghị công phủ. Thủy tổ của dòng dõi này là Xa Nhĩ Cách (車爾格), đầu đời Thanh làm Thượng thư bộ Hộ, phong Kỵ đô úy kiêm Nhất vân Kỵ úy tước vị, xét ra trong 16 phòng ở Hoằng Nghị công thì tương đối cao. Xa Nhĩ Cách sinh bảy con trai, trong đó con trai cả và con trai thứ 4 thế tập tước vị, Từ An Hoàng thái hậu là hậu duệ người con trai thứ sáu của Xa Nhĩ Cách, tên gọi Ba Khách (巴喀). Tằng tổ 4 đời là Vĩnh Thọ (永壽), con trai Ba Khách, cùng hậu duệ Tuân Trụ (遵住), chức quan cũng đã chỉ là "Bút thiếp" mà thôi. Như vậy nhìn qua, đến khoảng thời gian này (khoảng đời Khang Hi và Ung Chính) thì dòng dõi của bà có hơi suy do không làm quan to, tuy nhiên lại vẫn có mối hôn nhân rất tốt.

### Gia cảnh vinh diệu
Cao tổ phụ Tuân Trụ, thú hôn cháu gái Đại học sĩ Doãn Thái (尹泰), là chất nữ của Đại học sĩ Doãn Kế Thiện,  có ba con trai, trừ con thứ 2 chết non, còn con cả Sách Bặc Thản (策卜坦) làm đến Tổng binh, con trai út Phó Sâm Tắc (傅森則) làm đến Thượng thư bộ Hộ, có thể thấy gia đình của bà lại hưng vinh trở lại. Chưa hết, lúc này hai con gái của Sách Bặc Thản tham dự Bát Kỳ tuyển tú, được chỉ định thành hôn với Tông thất quý thích, con gái cả chỉ hôn cho Trang vương phủ Phụ quốc Tướng quân Vĩnh Phiên (永蕃), là cháu của Trang Khác Thân vương Doãn Lộc; con gái thứ chỉ hôn cho Túc Thận Thân vương Kính Mẫn làm Kế Phúc tấn. Sự việc này khiến gia tộc của bà tham gia vào hàng ngũ [Nhất đẳng thế gia].
Tổ phụ của bà là Phúc Khắc Kinh A (福克京阿), xuất sĩ làm đến chức [Ban sự Đại thần] ở Tây Ninh, cưới 2 vợ cả đều là nữ quyến thuộc Ái Tân Giác La nhánh Hồng đái tử (紅帶子), sinh 1 trai 2 gái, con trai độc nhất chính là cha của Từ An Thái hậu, tên là Mục Dương A (穆楊阿). Hai con gái, lớn gả cho con trai của Tiến sĩ xuất thân Thượng thư Văn Đức (德文) của gia tộc Qua Nhĩ Giai thị, còn con gái thứ gả cho Trịnh Thân vương Đoan Hoa làm Đích Phúc tấn, là ngoại tổ phụ và ngoại tổ mẫu của Hiếu Triết Nghị Hoàng hậu.
Mục Dương A xuất sĩ làm đến Đạo viên, về sau được Đồng Trị Đế gia phong tước hiệu [Tam đẳng Thừa Ân công; 三等承恩公]. Ông cưới 2 vợ cả, trong số đó có một người là Ái Tân Giác La thị thuộc dòng Hồng đái tử, thứ chính thất là cháu gái Khắc Cần Lương Quận vương Khánh Hằng. Mẹ ruột của Từ An Thái hậu vốn là Khương thị, thiếp thất của Mục Dương A, sau cải đổi thành Khương Giai thị (姜佳氏). Theo cứ liệu, Từ An Thái hậu ít nhất có một vị huynh trưởng cùng hai vị tỷ muội. Huynh trưởng về sau thế tập Thừa Ân công tước vị Quảng Khoa (廣科), còn hai chị gái; một người không biết là con vợ cả hay thứ xuất như bà, gả cho Trang Hậu Thân vương Dịch Nhân làm Đích Phúc tấn; một gả cho Trang vương phủ Phụng ân Tướng quân Miên Lâm (綿林).
Nói ngắn lại, chúng ta chẳng những có thể thấy được Từ An Thái hậu gia thế địa vị quả thực không tồi, cũng có thể phát hiện gia tộc này cùng Túc Thân vương, Trịnh Thân vương, Trang Thân vương các Vương phủ đều có liên hôn, đặc biệt là cùng Trang vương phủ ba lần liên hôn, quan hệ không giống bình thường. Xét cho cùng, dòng dõi của bà cũng là danh môn thế gia xuất thân, lại có Tông thất quý thích quan hệ thông gia thân phận, cũng chính là nguyên nhân quan trọng khiến bà được trù bị chọn làm Hoàng hậu.

## Nhập cung làm Hậu
Năm Hàm Phong thứ 2 (1852), Nữu Hỗ Lộc thị được dự Bát Kỳ tuyển tú, trúng tuyển nhập cung, chỉ định làm Trinh tần (貞嬪). Theo Hồng xưng thông dụng (鸿称通用) do Nội vụ phủ soạn thảo, chữ "Trinh", theo Mãn văn là 「Jekdun」, ý chỉ đến trinh tiết. Trong Hán văn, chữ "Trinh" còn nghĩa rộng như "Chính" (正), ý là "ngay thẳng", hạy "chính đáng".
Bên cạnh Nữu Hỗ Lộc thị, trong đợt tuyển tú năm ấy còn có thêm 3 người nữa, là Lan Quý nhân Diệp Hách Na Lạp thị, Lệ Quý nhân Tha Tha Lạp thị cùng Anh Quý nhân Y Nhĩ Căn Giác La thị. Trong 4 người, chỉ có bà là được phong Tần, những người khác chỉ là Quý nhân. Theo lệ tuyển tú nhập cung, rất hiếm khi tú nữ có thể phong thẳng lên Tần, đa số phải qua Quý nhân, hơn nữa đợt này tuyển tú nhập cung chia làm hai đợt, Trinh tần và Anh Quý nhân cùng nhập cung ngày 27 tháng 4, còn hai vị kia Lan Quý nhân và Lệ Quý nhân đến ngày 9 tháng 5 mới vào. Nhìn từ chi tiết này, chúng ta liền có thể nhìn ra Nữu Hỗ Lộc thị từ khi tham gia tuyển tú đến khi đạt được thân phận liền không giống người thường.
Chỉ 1 tháng sau, ngày 25 tháng 5, ra chỉ sắc tấn hàng Quý phi. Sang ngày 8 tháng 6, ra chỉ tấn lập làm Hoàng hậu. Ngày 17 tháng 10, lấy Đại học sĩ Dụ Thành (裕诚) làm Chính sứ, Lễ bộ Thượng thư Dịch Tương (奕湘) làm Phó sứ, chính thức sách lập Quý phi Nữu Hỗ Lộc thị làm Hoàng hậu. Chiếu cáo thiên hạ.

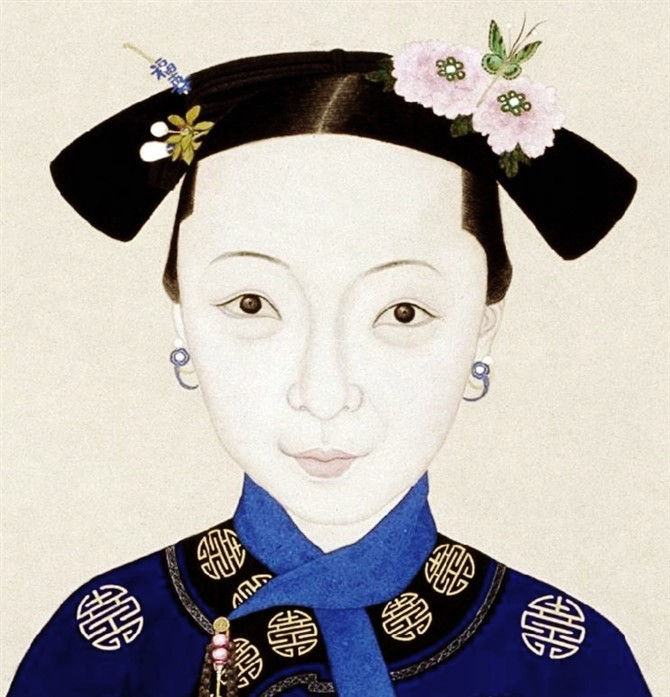
Hoàng hậu Nữu Hỗ Lộc thị

Từ góc độ này mà phân tích, xét lúc đó hậu cung của Hàm Phong Đế cơ bản chưa có ai, cho nên đợt tuyển tú vào năm Hàm Phong thứ 2 chính là lần đầu tiên tuyển tú dưới thời Hàm Phong triều, theo lý thường phải chọn hẳn một vị Đích Hoàng hậu, không phải phi tần tấn phong. Từ khi Nữu Hỗ Lộc thị vào cung đã được phong Tần, một tháng sau liền được tấn phong Quý phi, tháng sau nữa thì sách lập Hoàng hậu. Tình huống này, cơ hồ Nữu Hỗ Lộc thị vào thời điểm đó hẳn đã là nhân tuyển thích hợp cho ngôi vị Hoàng hậu, nên từ ban đầu đã có phân vị vượt lệ.
Giải thích vì sao Nữu Hỗ Lộc thị là người được định làm Hoàng hậu đầu tiên của Hàm Phong Đế, mà không dùng đại hôn như Hiếu Thành Nhân Hoàng hậu, Hiếu Triết Nghị Hoàng hậu và Hiếu Định Cảnh Hoàng hậu, lại phải thông qua tuyển phi, phần nhiều là do vấn đề bối phận. Khi đó, nguyên phối của Hàm Phong Đế là Hiếu Đức Hiển Hoàng hậu chỉ vừa mới qua đời vài tháng trước khi Hàm Phong Đế lên ngôi. Mà theo tôn ti nguyên phối và điền phòng (vợ kế) khắt khe trong Hoàng gia, Nữu Hỗ Lộc thị không thể được thông qua đại hôn mà vào cung, vì lễ đó chỉ dành cho nguyên phối thê tử. Vì lẽ đó, mặc dù Nữu Hỗ Lộc thị được ngầm chọn làm Hoàng hậu nhưng vẫn không được cử hành đại hôn, mà phải nhập cung với thân phận phi tần rồi từ từ tấn phong Hậu.
Gần tương tự trường hợp của bà, có Hiếu Thận Thành Hoàng hậu Đông Giai thị, tuy nhiên Đông Giai thị đã kịp yên vị làm Kế Phúc tấn của Đạo Quang Đế nhiều năm, nên không bị tình trạng như của Nữu Hỗ Lộc thị.

## Tân Dậu chính biến

### Hàm Phong Đế giá băng

Hai con dấu "Ngự Thưởng" và "Đồng Đạo đường"

Năm Hàm Phong thứ 10 (1860), liên quân Anh - Pháp tấn công Bắc Kinh. Hàm Phong cùng Hoàng tộc, trong đó có Ý Quý phi, phải rời Tử Cấm Thành đến Thừa Đức để lánh nạn. Khi nghe tin vườn Viên Minh xa hoa tráng lệ bị liên quân đốt phá, Hoàng đế đau buồn khôn xiết. Ngài bắt đầu lạm dụng rượu và thuốc phiện khiến sức khỏe ngày càng suy sụp.
Năm Hàm Phong thứ 11 (1861), ngày 15 tháng 7, ở Tị Thử Sơn trang tẩm cung, Hàm Phong Đế không khỏe. Sang ngày thứ 16, Hàm Phong Đế triệu Di Thân vương Tái Viên (載垣), Trịnh Thân vương Đoan Hoa (端华), Đại học sĩ Túc Thuận (肃顺), Ngạch phụ Cảnh Thọ (景寿), Binh bộ Thượng thư Mục Ấm (穆荫), Lại bộ Tả Thị lang Khuông Nguyên (匡源), Lễ bộ Hữu Thị lang Đỗ Hàn (杜翰) cùng Thái bộc Thiếu Khanh tự Tiêu Hữu Doanh (焦祐瀛) thị hầu. Trên giường bệnh, Hoàng đế ra chỉ lập Hoàng trưởng tử Tải Thuần làm Hoàng thái tử, cùng lệnh 8 người bọn họ thị hầu giúp đỡ Tân đế sự vụ, đấy chính là [Cố mệnh Bát đại thần; 顾命八大臣]. Trước khi bệnh hồ đồ, Hàm Phong Đế trao cho Hoàng hậu con dấu [Ngự thưởng; 御赏], trao cho Thái tử con dấu [Đồng Đạo đường; 同道堂], do mẹ sinh của Thái tử là Ý Quý phi Diệp Hách Na Lạp thị giữ do Thái tử mới 5 tuổi. Sang ngày 17 tháng 7 (tức ngày 22 tháng 8 dương lịch), Hàm Phong Hoàng đế băng hà. Ban đầu, niên hiệu của Tân Hoàng đế dự định sẽ là [Kỳ Tường; 祺祥].
Theo di chiếu, Hoàng tử Tái Thuần kế vị, tức Thanh Mục Tông Đồng Trị Hoàng đế. Lúc đó, Cố mệnh Bát đại thần theo đó cùng nhau xử lý công việc triều chính, vì Đồng Trị Đế mới lên ngôi còn quá nhỏ tuổi. Sang ngày 18 tháng 7 (âm lịch), Mẫu hậu Hoàng hậu Nữu Hỗ Lộc thị danh chính ngôn thuận trở thành Hoàng thái hậu, còn Ý Quý phi do là sinh mẫu của Tân Hoàng đế nên cũng được gia tôn Hoàng thái hậu. Để phân biệt, triều đình tôn Hoàng hậu Nữu Hỗ Lộc thị làm [Mẫu hậu Hoàng thái hậu; 母后皇太后], còn sinh mẫu Ý Quý phi Na Lạp thị làm [Thánh mẫu Hoàng thái hậu; 聖母皇太后].
Theo Edward Behr, chính Thánh mẫu Hoàng thái hậu Na Lạp thị cho rằng hai người đều là phụ nữ, Hoàng đế thì còn nhỏ tuổi, nếu để tám vị đại thần phụ chính ắt không tránh khỏi việc bị chèn ép. Vì vậy, bà gợi ý với Mẫu hậu Hoàng thái hậu nên cùng nhau chấp chính, đoạt lấy quyền lực. Với việc này, trong tương lai cả hai vị Thái hậu đều có thể tham gia chính sự, chứ không phải chịu sự chèn ép của phe Cố mệnh Bát đại thần.

### Chính biến xảy ra

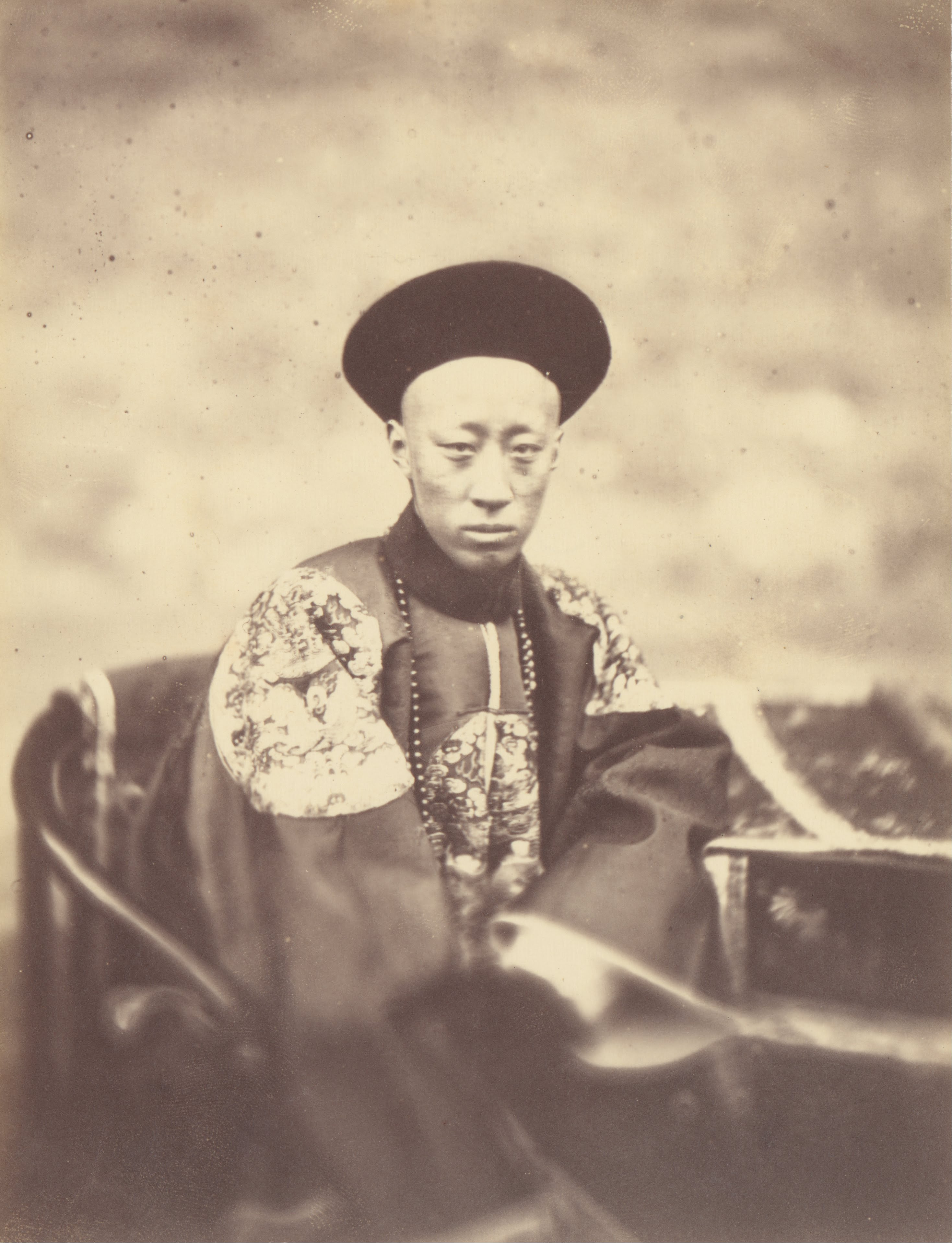
Ảnh chụp Cung Thân vương Dịch Hân.

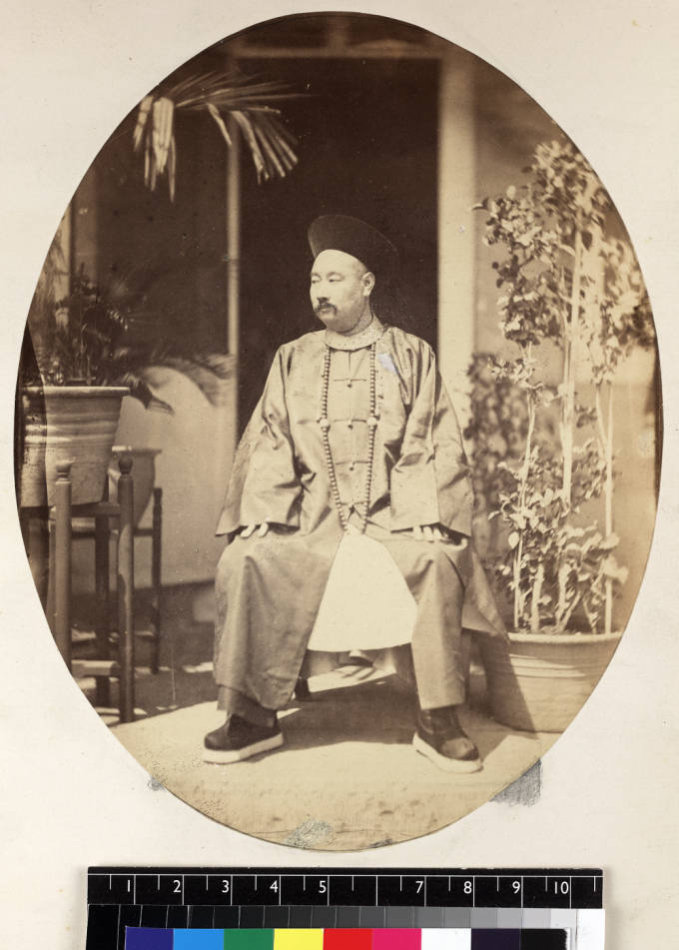
Túc Thuận - người đứng đầu Cố mệnh Bát đại thần.

Trong lúc chờ ngày lành tháng tốt để đưa di hài của Hàm Phong Hoàng đế về Bắc Kinh, quan hệ giữa Lưỡng cung Thái hậu và nhóm của Tái Viên cùng Túc Thuận ngày một xấu đi. Dưới tình thế đó, hai vị Thái hậu liên kết triệt bỏ Túc Thuận. Trong số đồng minh quan trọng nhất khi ấy, có Cung Thân vương Dịch Hân và Thuần Quận vương Dịch Hoàn. Cung Thân vương vốn là một người đầy tham vọng nhưng lại bị gạt khỏi vị trí đầu triều sau di chiếu của Hàm Phong Đế nên rất tích cực ủng hộ cuộc đảo chính. Ngoài ra còn có Quân cơ đại thần Văn Tường (文祥) - một người luôn ủng hộ Dịch Hân trong vấn đề chính trị, do bất mãn cũng quyết định thỉnh an Lưỡng cung Thái hậu, âm mưu dự việc chính biến.
Ngày 1 tháng 8 (ngày 5 tháng 9 dương), Cung Thân vương giả trang thành Tát mãn, mật họp với Lưỡng cung Thái hậu, sau đó về kinh sư bố trí sẵng.
Ngày 11 tháng 8 (ngày 14 tháng 9 dương), Sơn Đông Ngự sử Đổng Nguyên Thuần (董元醇) tấu thỉnh Lưỡng cung Thái hậu quản lý triều chính. Gặp phải sự phản đối của Tái Viên cùng Túc Thuận, lấy lý do nhà Thanh chưa có tiền lệ Thái hậu buông rèm nhiếp chính. Hai bên tranh cãi kịch liệt. Trong khi đó, Cung Thân vương ở Bắc Kinh bố trí thế lực, có Đại học sĩ Quế Lương (桂良), Giả Trinh (贾楨) cùng Hộ bộ Thượng thư Thẩm Triệu Lâm (沈兆霖) liên lạc các thế lực ngoại quốc. Ông còn huy động một số vây cánh đã thiết lập ngầm từ lâu, trong đó có Tả Dực Hậu Khoa Nhĩ Thấm Thân vương Tăng Cách Lâm Thấm.
Ngày 23 tháng 9 (ngày 26 tháng 10 dương), kim quan của Hàm Phong Đế rục rịch được đưa về Bắc Kinh. Lưỡng cung Thái hậu theo đúng kế hoạch, trước an dụ Tân Hoàng đế bồi giá 1 ngày, sau lấy lý do Hoàng đế tuổi nhỏ vất vả, bèn phủ dụ đám người Túc Thuận ở lại đi theo hộ tống, còn cả hai vị Thái hậu sẽ cùng Tân Hoàng đế trở về Bắc Kinh trước để lo liệu. Ngày 29 tháng ấy (Â-L), Tân Hoàng đế bồi Lưỡng cung Thái hậu về Bắc Kinh bằng đường tắt, về trước so với linh giá 4 ngày. Ngay lập tức, Lưỡng cung Thái hậu gọi gấp Cung Thân vương, phát hiệu lệnh bố trí sẵng sàng thực hiện kế hoạch. Ngày 30 tháng 9 (tức ngày 2 tháng 11 dương lịch), khi Tám phụ chính đại thần về đến Bắc Kinh, Lưỡng cung Thái hậu chính thức phát động chính biến, ra chỉ phái Thuần Quận vương Dịch Hoàn đọc tuyên tội trạng của Cố mệnh Bát đại thần, rồi để Thuần Quận vương hiệp lĩnh Quản thiện bộ doanh sự lập tức bắt giam Tái Viên, Đoan Hoa cùng Túc Thuận. Khi Túc Thuận bị bắt, còn mắng to nói:"Hối hận không sớm trị mấy ả tiện tỳ này!".
Ngày 5 tháng 10 (tức ngày 7 tháng 11 dương lịch), đổi niên hiệu từ [Kỳ Tường] thành [Đồng Trị; 同治].
Ngày 6 tháng 10 (tức ngày 8 tháng 11 dương lịch) năm ấy, cả tám người bị khép tội phản nghịch cùng một loạt tội danh lớn nhỏ khác. Để thể hiện sự khoan dung, Lưỡng cung Thái hậu chỉ xử tử 3 trong số họ là Túc Thuận, Tái Viên cùng Đoan Hoa. Cung Thân vương cho rằng Túc Thuận và hai người có vị trí cao nhất phải chịu lăng trì, nhưng Lưỡng cung Thái hậu quyết định Túc Thuận chỉ bị chém đầu, còn hai người kia được tự sát. Trong lịch sử Trung Quốc, đây gọi là [Tân Dậu chánh biến; 辛酉政变] hay Chính biến Tân Dậu.

### Đề nghị Thùy liêm
Triều đại nhà Thanh, dù Hoàng đế có nhỏ tuổi thì cũng dựa vào các đại thần, hoặc tông thân phụ tá, đơn cử như Duệ Trung Thân vương Đa Nhĩ Cổn thời Thuận Trị; bốn vị Phụ chính đại thần Sách Ni, Ngao Bái, Át Tất Long cùng Tô Khắc Tát Cáp thời Khang Hi. Hoặc gần nhất chính là [Cố mệnh Bát đại thần] do chính Hàm Phong Đế chỉ định - những người đã bị Lưỡng cung Thái hậu dùng chính biến hạ bệ. Các vị Thái hậu thời kì ấy, Hiếu Trang Văn Hoàng hậu hay Hiếu Huệ Chương Hoàng hậu hoàn toàn không có tiền lệ nhiếp chính như các Thái hậu thời nhà Hán. Cũng bởi vì lý do này, Cung Thân vương Dịch Hân sau sự kiện này trở thành người đứng đầu hàng tông thất, được Lưỡng cung Thái hậu phong tước vị Nghị Chính vương (議政王) - có trách nhiệm đứng đầu Quân cơ xứ, được gọi là các [Quân cơ đại thần; 军机大臣]. Không những được phong làm Nghị Chính vương đứng đầu Quân cơ xứ, con gái của ông cũng được phong là Vinh Thọ Cố Luân Công chúa, đây là một đặc ân rất đáng kể bởi vì tước vị [Cố Luân Công chúa] vốn là tước vị chỉ dành cho con gái của Hoàng hậu, đồng thời lương bổng của ông cũng tăng gấp đôi. Bên cạnh đó, Lưỡng cung Thái hậu cũng không vì thế mà muốn mất đi thực quyền, nên đề ra một hình thức các Thái hậu lâm triều, gọi là [Lưỡng cung thính chính; 兩宮聽政].
Năm Hàm Phong thứ 11 (1861), ngày 26 tháng 10 (âm lịch), Lễ Thân vương Thế Đạc (世鐸) dâng [Thùy liêm chương trình; 垂帘章程] để giải thích việc Thùy liêm của Lưỡng cung Thái hậu. Theo chương trình này, khi Lưỡng cung Thái hậu thượng triều nghe chính thì đặt bày ở Đông Noãn các của Dưỡng Tâm điện, đều ngồi sau một tấm rèm the màu vàng được gọi là [Hoàng Mạn; 黄幔] đặt ở sau ngự tọa của Hoàng đế; các Quân cơ Đại thần được dẫn đầu bởi Nghị Chính vương theo thứ tự tiến vào dâng tấu biểu. Từ đây, Lưỡng cung Thái hậu theo quy định về thiết triều của nhà Thanh sẽ đều triệu các Quân cơ đại thần vào điện nghe chính sự. Quy trình này khá phức tạp, khi Quân cơ Đại thần dâng tấu chương, Lưỡng cung Thái hậu cùng xem xét, từ Cung Thân vương đề nghị thỉnh chỉ, hôm sau Cung Thân vương trình tấu sự vụ lên, Lưỡng cung Thái hậu cùng xem xét và duyệt định, lấy con dấu [Đồng Đạo đường] do chính Mẫu hậu Hoàng thái hậu ấn lên, rồi lấy danh nghĩa Đồng Trị Đế mà ban phát chỉ dụ. Ngày 1 tháng 11 (âm lịch) năm ấy, Đồng Trị Đế chính thức phụng Lưỡng cung Thái hậu thùy liêm tại Dưỡng Tâm điện.
Mẫu hậu Hoàng thái hậu ở phía Đông của Noãn các tại Dưỡng Tâm điện, vì theo nguyên tắc hướng Đông là chính, nên bà còn được gọi là [Đông Thái hậu; 東太后]. Còn Thánh mẫu Hoàng thái hậu ở phía Tây của Noãn các, còn được gọi là [Tây Thái hậu; 西太后]. Lưỡng cung Thái hậu chính thức Thùy liêm thính chính, trở thành 2 vị Hậu cung đầu tiên và duy nhất tiến hành nhiếp chính của nhà Thanh.

## Mẫu hậu Hoàng thái hậu

### Thượng tôn huy hiệu
Năm Đồng Trị nguyên niên (1862), ngày 25 tháng 4, triều thần tấn tôn huy hiệu cho Đông Thái hậu là Từ An Hoàng thái hậu (慈安皇太后). Ngày hôm đó, chử chư Vương, Bối lặc, Văn võ đại thần, dâng kim sách thượng tôn huy hiệu.
Sách tôn viết:
| “                               | 道赞乾行。仪式奉璇闱之度。德彰坤顺。阐扬腾琼册之辉。缅懿范于含章。莫穷棻颂。播徽音而作则。用贲芝函。钦惟母后皇太后。华阀钟祥。椒涂正位。仪瞻翚翟。肃雍早著于宫庭。化洽雎麟。禔福覃敷于海宇。逮下而宽仁胥被。持躬而勤俭为先。庇国家亿禩之庥。鸿基永固。佐皇考万几之治。燕翼攸诒。凡壸教所昭垂。洵寰区所钦戴。肆冲人之膺丕绪。佑启时承。遵令典以晋崇称。询谋悉协。温和共奉。仰慈惠之效天。光大聿占。叶安贞之应地。谨告天。地。宗庙。社稷。率诸王贝勒文武群臣。敬奉册宝。上尊号曰慈安皇太后。伏愿骈厘懋介。骏祉蕃膺。宝箓常新。并星辰而朗耀。瑶图聿焕。齐日月以升恒。祗备隆仪。茂昌景祚。谨言。 ... Đạo tán càn hành. Nghi thức phụng toàn vi chi độ. Đức chương khôn thuận. Xiển dương đằng quỳnh sách chi huy. Miến ý phạm vu hàm chương. Mạc cùng phân tụng. Bá huy âm nhi tác tắc. Dụng bí chi hàm. Khâm duy Mẫu hậu Hoàng thái hậu. Hoa phiệt chung tường. Tiêu đồ chính vị. Nghi chiêm huy địch. Túc ung tảo trứ vu cung đình. Hóa hiệp sư lân. Đề phúc đàm phu vu hải vũ. Đãi hạ nhi khoan nhân tư bị. Trì cung nhi cần kiệm vi tiên. Tí quốc gia ức tự chi hưu. Hồng cơ vĩnh cố. Tá hoàng khảo vạn kỉ chi trị. Yến dực du di. Phàm khổn giáo sở chiêu thùy. Tuân hoàn khu sở khâm đái. Tứ trùng nhân chi ưng phi tự. Hữu khải thời thừa. Tuân lệnh điển dĩ tấn sùng xưng. Tuân mưu tất hiệp. Ôn hòa cộng phụng. Ngưỡng từ huệ chi hiệu thiên. Quang đại duật chiêm. Diệp an trinh chi ứng địa. Cẩn cáo Thiên địa, Tông miếu, Xã tắc, suất chư Vương, Bối lặc, Văn võ quần thần. Kính phụng sách bảo, thượng tôn hào viết: Từ An Hoàng thái hậu. Phục nguyện biền li mậu giới. Tuấn chỉ phồn ưng. Bảo lục thường tân. Tịnh tinh thần nhi lãng diệu. Dao đồ duật hoán. Tề nhật nguyệt dĩ thăng hằng. Chi bị long nghi. Mậu xương cảnh tộ. Cẩn ngôn. | ” |
| — Sách tôn Từ An Hoàng thái hậu | |   |

### Đồng Trị trung hưng

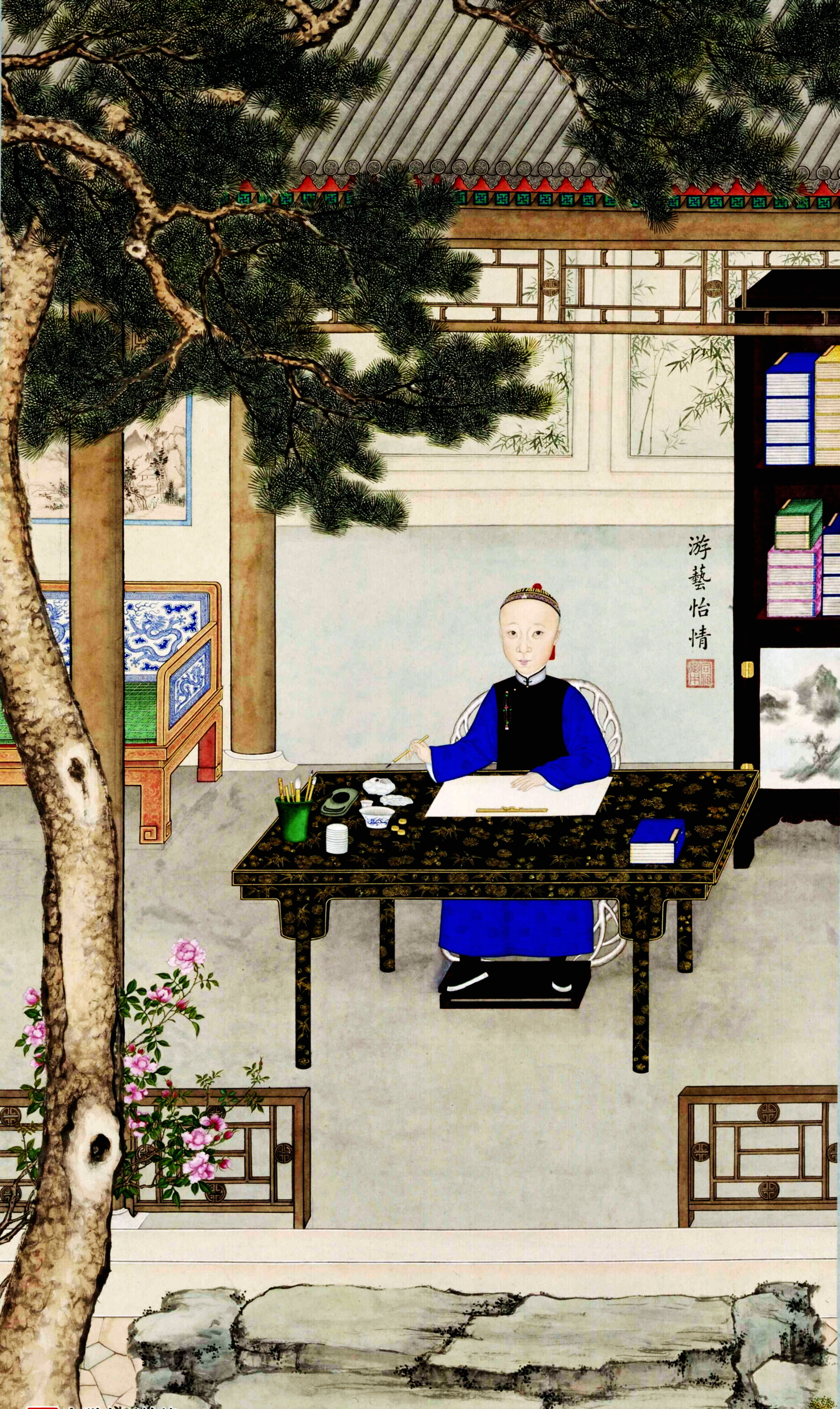
Đồng Trị Đế

Vai trò của Từ An Thái hậu cũng như Từ Hi Thái hậu lúc này chỉ là đóng con dấu của mình lên các sắc chỉ mà thôi, bởi vì tất cả nội dung và tấu biểu của triều đình đều do Nghị Chính vương cùng Quân cơ xứ soạn thảo cũng như chính thức ban bố. Tuy nhiên, người trực tiếp quản lý con dấu là Từ An Thái hậu, còn vai trò của Từ Hi Thái hậu căn bản là quản lý nội vụ.
Cứ theo Thanh cung di văn (清宫遗闻): "Đông Cung trội ở Đức, mà thực sự nắm quản việc đại sự; Tây Cung trội ở Tài, mà việc phê duyệt tấu chương, chi tiệu lợi hại chỉ quản được". Như vậy có thể thấy, Từ An Thái hậu tuy là người bên ngoài không tham quyền thế, nhưng lại là người nắm những đại quyền. Công việc do Từ Hi Thái hậu xử lý đa phần là những việc lặt vặt, chi tiêu sinh hoạt trong cung, ở những việc trọng đại thì phải thông qua quyết định của Từ An Thái hậu. Ngoài ra, vì Từ An Thái hậu ở vị trí chính cung, bây giờ ở phía Đông Noãn các của Dưỡng Tâm điện, thực lực quá rõ ràng, những việc Từ An Thái hậu thấy không cần nhúng tay vào thì đều để cho Từ Hi Thái hậu nhận lãnh, giải quyết ổn thỏa. Bởi cái đánh giá Từ Hi Thái hậu "tài cán" rốt cục là vì bà xử lý ổn thỏa, còn Từ An Thái hậu quản xuyến trên dưới nghiêm ngặt, dẫu Từ Hi Thái hậu cũng không tự tiện làm trái, ấy chính là "Đức" vậy. Điều đó cho ta thấy vai trò của Từ An Thái hậu vô cùng to lớn trong triều.
Trước Chiến tranh nha phiến, Đại Thanh tự hào là [Thiên triều] và xem thường các nước Tây phương là ngoại di. Sau khi liên quân Anh – Pháp tới Bắc Kinh thời Hàm Phong, triều đình Đại Thanh buộc phải ký điều ước nhục nhã với họ, và lúc này Hoàng tộc Thanh mới chịu nhìn nhận cải thiện về quân sự. Vài người Mãn như Cung Thân vương Dịch Hân cùng Quế Lương nghĩ đến việc tự cường, bàn với Tăng Quốc Phiên, Lý Hồng Chương và Tả Tông Đường. Họ đồng ý với nhau rằng: "Muốn tự cường thì việc luyện binh là quan trọng nhất, mà muốn luyện binh thì trước hết phải chế tạo vũ khí giới", và họ giao cho Lý Hồng Chương thi hành.
Dưới sự lãnh đạo của Tăng Quốc Phiên, Tương Quân liên tiếp giành thắng lợi và cuối cùng đã tiêu diệt quân Thái Bình Thiên Quốc sau trận quyết đấu ở Thiên Kinh (Nam Kinh ngày nay) vào tháng 7 năm 1864. Tăng Quốc Phiên được phong Nhất đẳng Dũng Nhị hầu, hàm Thái tử Thái bảo. Em trai của ông là Tăng Quốc Thuyên, cùng với Tả Tông Đường và Lý Hồng Chương, cũng được ban thưởng hậu hĩnh. Khoảng năm (1872-1873), lại trấn áp thành công Vân Nam Hồi biến cùng Thiểm Cam Hồi biến. Thế cục hỗn loạn của nhà Thanh dần dần ổn định, sử xưng [Đồng Trị trung hưng; 同治中興].

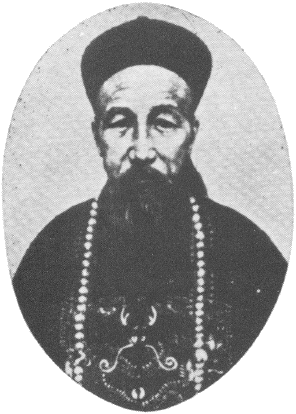
Tăng Quốc Phiên

Các vấn đề nội vụ thì mỗi lúc một rối ren với nạn quan liêu và tham nhũng. Một thách thức đáng kể đối với Lưỡng cung Thái hậu là sự tha hóa của đội ngũ quý tộc Mãn Châu. Từ khi Đại Thanh lập quốc, các vị trí quan trọng nhất trong triều đình đều được giao cho người Mãn, còn người Hán bị khinh rẻ. Trái với truyền thống, triều đình Mãn Thanh cuối cùng quyết định giao quyền thống lãnh quân đội chống lại Thái Bình Thiên Quốc vào tay Tăng Quốc Phiên - một người Hán. Bên cạnh đó, 2 vị Thái hậu còn bổ nhiệm người Hán vào nhiều vị trí lãnh đạo cấp cao ở các tỉnh phía Nam Trung Hoa. Từ khi buông rèm chấp chính, Lưỡng cung Thái hậu liền tiếp thu Ngự sử Từ Khải Văn ý kiến, lệnh trung thần trong ngoài triều nói thẳng phê bình khuyết điểm; lại tiếp thu Ngự sử Chung Bội Hiền ý kiến, sùng tiết kiệm, trọng danh khí; tiếp thu Ngự sử Biện Bảo Đệ ý kiến, nghiêm thưởng phạt, nghiêm túc lại chế, thận tiến cử. Vào năm đầu triều Đồng Trị, triều đình tổ chức đánh giá bộ máy hành chính. Quan lại thuộc tất cả các cấp phải gửi về Bắc Kinh bản báo cáo hoạt động của mình trong vòng 3 năm gần nhất. Lưỡng cung Thái hậu tự mình đảm nhiệm việc đánh giá, vốn là nhiệm vụ của bộ Lại.
Ngoài ra, Lưỡng cung Thái hậu cũng khuếch trương Dương vụ vận động (洋务运动) hay [Sự vận động tự cường], với mục tiêu là hướng tới giao thiệp và học tập người phương Tây, do Từ An Thái hậu chủ trương cùng Cung Thân vương Dịch Hân và các lãnh đạo khác như Tăng Quốc Phiên, hướng tới trung hưng Đại Thanh. Tăng Quốc Phiên và Lý Hồng Chương tiếp xúc với Dung Hoành (容閎), một sinh viên nghèo ở Ma Cao và là du học sinh đầu tiên ở Mỹ, do một hội truyền giáo trợ cấp, năm 1854 đậu bằng cấp Đại học Yale. Tăng Quốc Phiên phái Dung Hoành qua Mỹ mua máy, ông này thuyết phục Tăng Quốc Phiên gởi 120 thanh niên đi du học. Một số lớn qua Mỹ, ba chục người sang Anh, ba chục qua Pháp, một số nhỏ qua Đức. Phong trào tự cường ngay lập tức gặp nhiều trở ngại.

### Vụ án Cung Thân vương

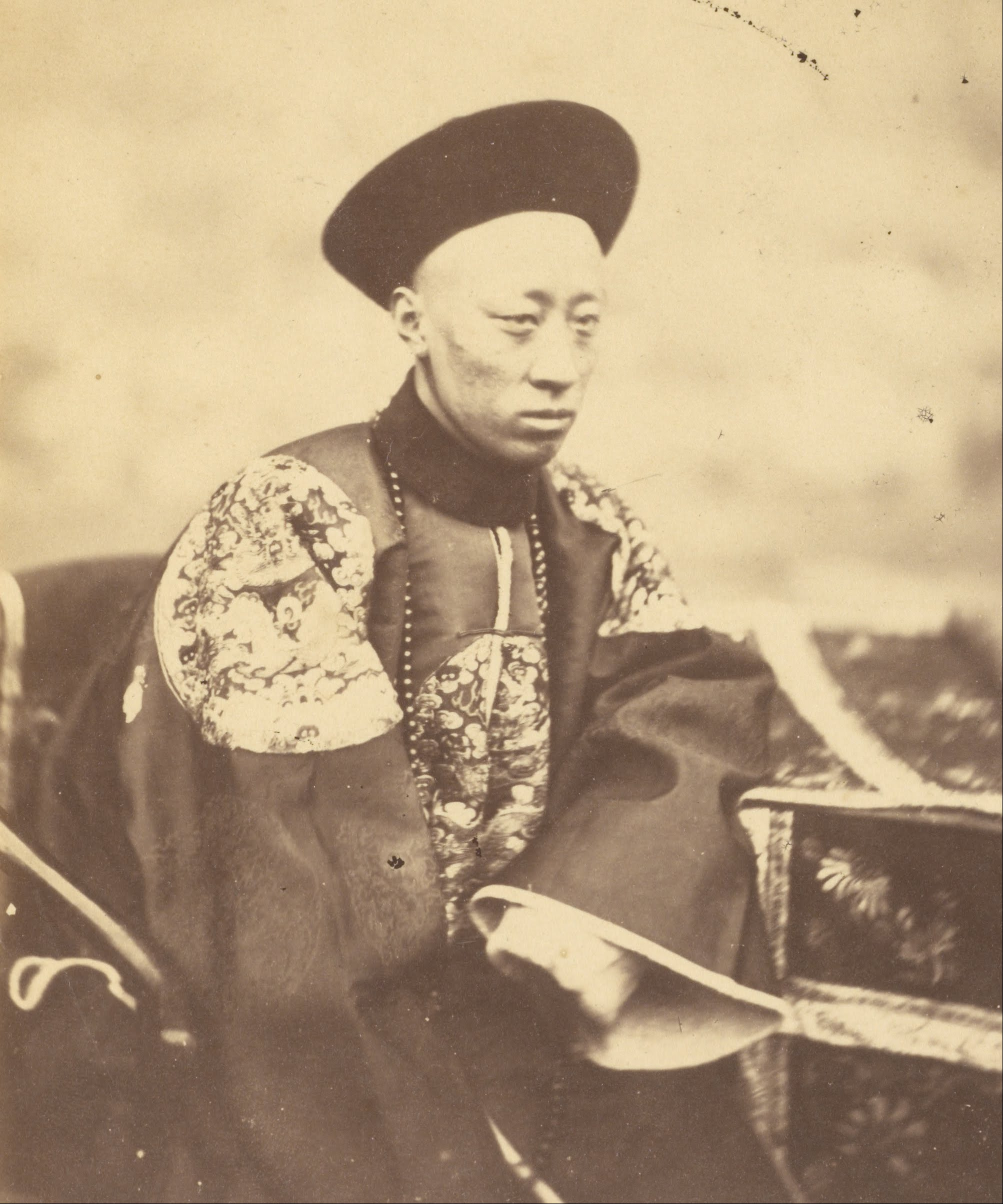
Cung Thân vương Dịch Hân - người luôn ủng hộ Từ An Thái hậu trong thời kỳ lưỡng cung thính chính.

Với mối họa Thái Bình Thiên Quốc được dẹp bỏ, Lưỡng cung Thái hậu mới có thể bắt tay vào việc củng cố quyền lực của mình ở trung ương, mà mối lưu tâm hàng đầu lúc đó không khác hơn là vị thế của Cung Thân vương Dịch Hân, người đang đứng đầu hội đồng Quân cơ xứ. Mặc dù đã sát cánh cùng hai vị Thái hậu trong cuộc đảo chính Tân Dậu, cũng như có công tiến cử Tăng Quốc Phiên, nhưng ảnh hưởng và uy tín của Dịch Hân trong triều đình phần nào hạn chế quyền quyết định của Từ Hi, đặc biệt là Cung Thân vương luôn dùng Từ An Thái hậu để trấn áp, khiến Từ Hi nhiều lần bị gạt ra khỏi chính sự.
Năm Đồng Trị thứ 4 (1865), ngày 5 tháng 3 (âm lịch), biên tu Thái Thọ Kỳ (蔡寿祺) buộc tội Cung Thân vương Dịch Hân, nói Vương "ôm quyền nạp hối, làm việc thiên tư kiêu doanh", Lưỡng cung Thái hậu mệnh lệnh điều tra, 7 ngày liền lấy này mục vô quân thượng, miễn đi chức Nghị Chính vương của Dịch Hân. Tuy nhiên, do các đại thần cầu tình, cũng như Từ An Hoàng thái hậu chủ trương, Cung Thân vương vẫn đi lại được trong cung và vẫn giữ các chức vụ quản lý Nội vụ phủ. Đây là lần xích mích đầu tiên giữa Từ Hi Hoàng thái hậu và Cung Thân vương.
Trước đây, Cung Thân vương chủ trương Dương vụ vận động là một cuộc vận động giữa triều đình, phái người Trung Quốc sang Tây phương thực hiện du học. Nhiều ý kiến cho rằng Từ Hi Thái hậu cũng có công trong vấn đề này, nhưng xét ra, Từ Hi Thái hậu vốn rất ghét người Tây dương là sự thật rất hiển nhiên, còn thì Từ An Thái hậu thực tế lại là Chân chính quốc mẫu, lại có Cung Thân vương Dịch Hân luôn ra sức dùng biện pháp "Đích thứ chi phân", nên có thể thấy rất rõ những thành tựu của Dương vụ vận động đều là do Từ An Thái hậu chủ trương. Khi cả hai Thái hậu thùy liêm, Từ An Thái hậu vốn nể trọng Cung Thân vương, nhiều lần đứng về phía ông, trong vấn đề trị vì nhiếp chính này vô hình trung tạo nên liên minh giữa Từ An Thái hậu - Cung Thân vương và cả hai dần áp chế Từ Hi Thái hậu, khiến hầu như Từ Hi Thái hậu chỉ có thể đứng ngoài những sự vụ quan trọng, chỉ quản lý vấn đề nội trị.
Sự mâu thuẫn từ từ vì quyền lợi này, theo nhiều nhận định chính là cơ sở để người đời sau nhận đoán Từ Hi Thái hậu có hiềm khích rất lớn với Từ An Thái hậu vậy, và đây có lẽ chính là lý do lớn để Từ Hi Thái hậu quyết định ra tay với Cung Thân vương Sự kiện này khiến triều đình nhà Thanh rúng động, nhiều người đã gửi tấu chương kiến nghị phục chức cho Cung Thân vương, còn bản thân Cung Thân vương khi đối chất trước hai vị Thái hậu đã không cầm được nước mắt. Từ Hi Thái hậu đành phải cho ông làm Ngoại vụ sứ, tuy nhiên vẫn không cho phép ông trở về vị trí lãnh đạo Quân cơ xứ. Từ đó, Cung Thân vương Dịch Hân không bao giờ lấy lại vị thế trước kia một lần nữa. Việc hạ bệ Cung Thân vương chỉ sau chưa đầy 4 năm nắm quyền là một vụ án nghiêm trọng, là cơ sở để người đời phán đoán sự ảnh hưởng của Từ Hi Thái hậu trong triều. Tuy vậy, việc bà nắm quyền cũng hết sức khó khăn, vì Từ An Thái hậu với thân phận [Mẫu hậu Hoàng thái hậu] vẫn áp chế bà một bậc.

### Xử tử An Đức Hải
Năm Đồng Trị thứ 8 (1869), tháng 7, Thái giám An Đức Hải (安德海), một thân tín của Từ Hi Thái hậu đi Nam hạ nhân danh Hoàng đế đại đôn, thu mua long bào.
Theo Thanh triều quy chế, Thái giám không thể tùy tiện xuất cung, đằng này An Đắc Hải còn đánh trống khoa chiêng, dương dương tự đắc, thản nhiên nhận hối lộ của quan viên, Thuận Thiên phủ lẫn Trực Lệ Tổng đốc đều không dám làm gì. Nhưng đến Sơn Đông, Tuần phủ Đinh Bảo Trinh (丁宝桢) lấy việc Thái giám ra khỏi kinh thành đã vi phạm tổ chế, liền thỉnh chỉ xử trí. Lúc đấy Từ Hi Thái hậu cáo bệnh, Từ An Thái hậu lấy quyền lực tối cao, triệu Cung Thân vương Dịch Hân và Quân cơ đại thần nhất trí cho rằng: "Tổ chế không được ra đều môn, người vi phạm giết không tha, đương ngay tại chỗ tử hình". Sau đó, Từ An Hoàng thái hậu ra chỉ dụ:
| “                                              | 該太監擅離遠出，並有種種不法情事，若不從嚴懲辦，何以肅宮禁而儆效尤？著丁寶楨迅速派委幹員，於所屬地方將六品藍翎安姓太監嚴密查拿，令隨從人等指證確實，毋庸審訊，即行就地正法，不准任其狡飾。如該太監聞風折回直境，即著曾國藩飭屬一體嚴拿正法。倘有疏縱，惟該督撫是問。其隨從人等，有跡近匪類者，並著嚴拿，分別懲辦，毋庸再行請旨。 ... Thái giám tự tiện ra ngoài, cũng là loại không có chiếu dụ cho phép, nếu không nghiêm trị, dùng cái gì để răng đe người trong cung cấm không bắt chước làm theo? Đinh Bảo Trinh nhanh chóng phái ủy viên, với quan viên địa phương đem Lục phẩm Lam Linh thái giám họ An nghiêm mật tra, lệnh những người tùy tùng chỉ chứng xác thật, không cần thẩm vấn, lập tức thi hành tử hình ngay tại chỗ, không chuẩn chừa lại cái loại giảo sức này. Nếu hắn giảo ngôn, Tằng Quốc Phiên có thể nghiêm trị ngay. Nếu những tùy tùng cũng càn rỡ làm bậy, cướp đi đồ vật, thì cũng nghiêm khắc thu hồi lại, phân biệt trừng phạt, không cần thỉnh chỉ thêm. | ” |
| — Từ An Hoàng thái hậu ra chỉ xử tử An Đức Hải | |   |

Ngày 7 tháng 8, An Đắc Hải ngay lập tức bị xử tử ở ngoài cổng Tây thành Tế Nam, bạo thi 3 ngày, hơn 20 người tùy tùng cũng bị đem đi xử tử. Hành động của Từ An Thái hậu gây nên tiếng vang lớn, được Đồng Trị Đế cũng như triều thần ủng hộ. Hành động của bà lan truyền tới dân gian, trong dân gian có câu ca dao:"Đông Cung ngẫu nhiên hành một chuyện, thiên hạ đều ngạch tay ca tụng" để tán thưởng tầm ảnh hưởng và tài trị quốc của bà. Tuy nhiên vô hình trung bà đã tạo hiềm khích đối với Từ Hi Thái hậu.

### Triệt liêm quy chính

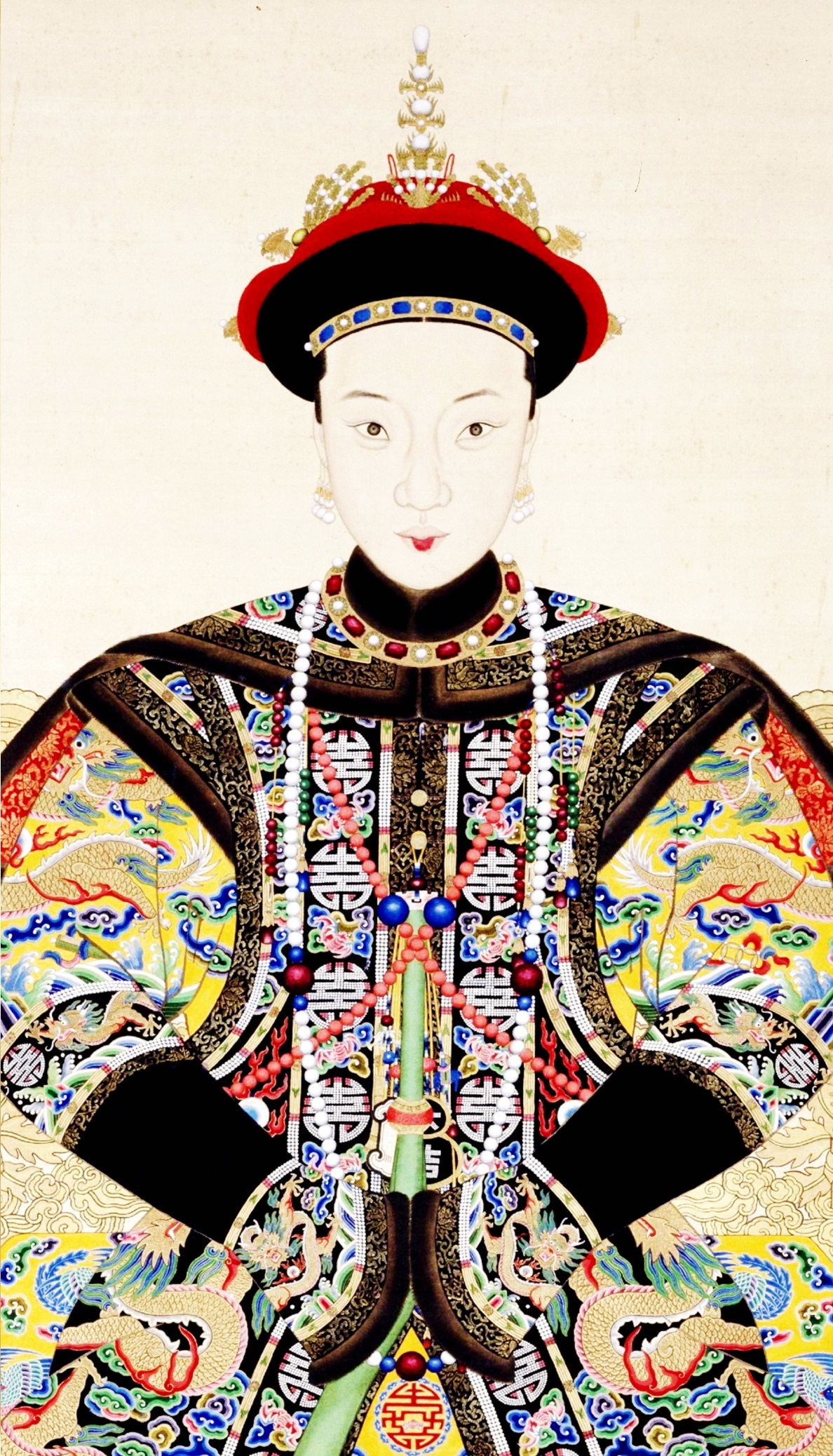
Hiếu Triết Nghị Hoàng hậu

Năm Đồng Trị thứ 11 (1872), ngày 15 tháng 9, Hiếu Triết Nghị Hoàng hậu A Lỗ Đặc thị trở thành Hoàng hậu. Sang mùa xuân năm sau (1873), Lưỡng cung Thái hậu tuyên bố triệt liêm quy chính, trao trả quyền hành về lại cho Đồng Trị Đế.
Khoảng đầu ngày 3 tháng 2, khi tiến hành tuyển tú, Từ An Thái hậu là người đề bạt và đưa A Lỗ Đặc thị dự vào đợt tuyển. Trong khi đó, Từ Hi Thái hậu quyết liệt chọn Thục Thận Hoàng quý phi, con gái của Phượng Tú thuộc dòng dõi Phú Sát thị danh môn, đối chọi với Từ An Thái hậu rất gay gắt. Cụ thể quá trình này, trước mắt vẫn không có hồ sơ công khai minh bạch, nhưng cuối cùng Đồng Trị Đế vẫn chọn A Lỗ Đặc thị làm Hoàng hậu, và điều này khiến Từ Hi Thái hậu rất không vui. Còn Phú Sát thị trở thành Tuệ phi.
Hoàng hậu A Lỗ Đặc thị rất không được lòng Từ Hi Thái hậu, vì ông ngoại của Hoàng hậu chính là Trịnh Thân vương Đoan Hoa, người đã bị giết trong Chính biến Tân Dậu khi xưa và là người khiến Từ Hi rất chán ghét. Bên cạnh đó, vị A Lỗ Đặc thị này lại là cháu của Từ An Hoàng thái hậu, vì vợ của Đoan Hoa là cô mẫu của Thái hậu, do đó A Lỗ Đặc thị cũng xem như là thân thích của Từ An, nên Từ Hi điềm nhiên không có chân can thiệp. Bên cạnh đó, vốn Đồng Trị Đế rất thân với Từ An Thái hậu, và cũng rất vừa ý với A Lỗ Đặc thị nên ý tứ Hoàng đế đứng về phía bà, điều này khiến mẹ đẻ như Từ Hi Thái hậu cảm thấy bị phản bội và sỉ nhục. Những vấn đề trên khiến nhiều người cho rằng Từ Hi Thái hậu có hiềm khích với Từ An Thái hậu.
Ngày 8 tháng 10 năm đó, dâng thêm 2 chữ Đoan Dụ (端裕). Năm thứ 12 (1874), Đồng Trị Đế bắt đầu thân chính. Ngày 9 tháng 2, dâng thêm 2 chữ Khang Khánh (康慶), toàn xưng Từ An Đoan Dụ Khang Khánh Hoàng thái hậu (慈安耑裕康慶皇太后).

### Chọn lập Quang Tự Đế

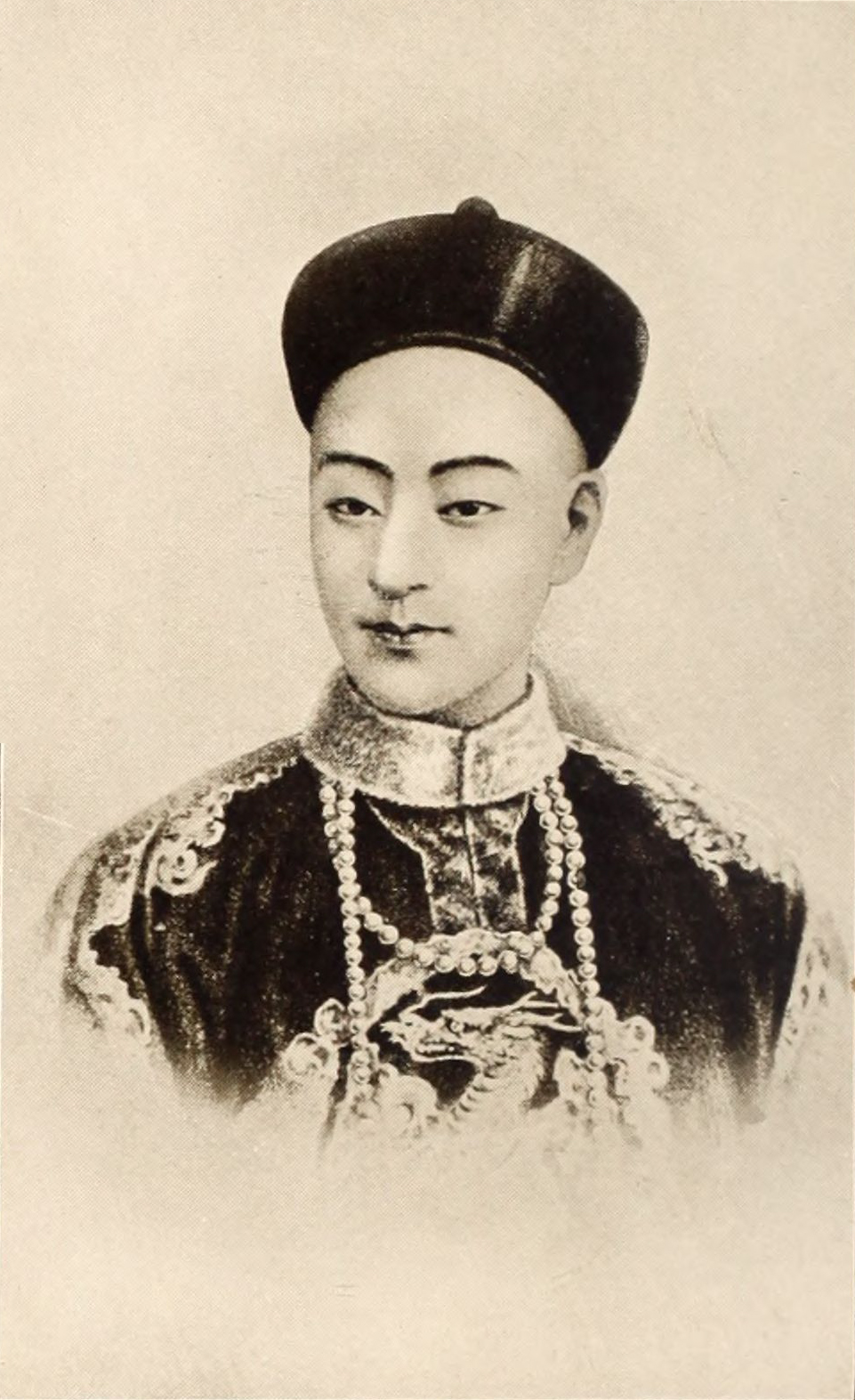
Quang Tự Đế

Năm Đồng Trị thứ 13 (1874), ngày 10 tháng 11 (âm lịch), Đồng Trị Đế bệnh, Lưỡng cung Thái hậu do đó tiếp tục [Tạm lãnh triều chính; 暂览朝政]. Sang ngày 5 tháng 12 (tức ngày 13 tháng 1 năm 1875), Đồng Trị Đế băng hà khi mới 19 tuổi tại Dưỡng Tâm điện.
Hoàng đế không con mà chết, chính quyền rơi vào tình trạng bất ổn, vì phải chọn ra người thích hợp để thừa kế. Vì Đồng Trị Đế là con trai độc nhất của Hàm Phong Đế, nên tính ra thứ hệ là dòng dõi Hàm Phong Đế đã tuyệt tự. Sau khi Đồng Trị Đế băng hà khoảng 2 canh giờ, tại Tây Noãn các của Dưỡng Tâm điện đã diễn ra họp mặt của các Hoàng thúc, gồm: Đôn Thân vương Dịch Thông, Cung Thân vương Dịch Hân, Thuần Thân vương Dịch Hoàn, Phu Quận vương Dịch Huệ cùng các đại thần khác như Dịch Khuông, Cảnh Thọ. Đầu tiên có người thỉnh vì Đồng Trị Hoàng đế lập tự, hơn nữa nhắc tới Phổ Khản, Phổ Luân là 2 người có khả năng, nhưng Đôn Thân vương phản đối và nói "Thân thích họ xa thì không được", thế rồi Từ Hi Thái hậu liền nhân đó tán thành, liền cơ hội đề nghị Tái Điềm, con trai của Thuần Thân vương cùng em gái của bà là Uyển Trinh. Từ An Hoàng thái hậu cuối cùng cũng tán thành. Sau đó, ngày 7 tháng 12, Tái Điềm lên ngôi tại Dưỡng Tâm điện, tức là Thanh Đức Tông Quang Tự Hoàng đế. Lưỡng cung Hoàng thái hậu tiếp tục thùy liêm thính chính, chỉ dụ của Lưỡng cung gọi là Ý chỉ (懿旨), còn của Hoàng đế gọi là Dụ chỉ (谕旨). Lúc này, Từ An Hoàng thái hậu bắt đầu ngụ ở Đông lục cung Chung Túy cung, còn Từ Hi Hoàng thái hậu trú tại Trường Xuân cung.
Năm Quang Tự nguyên niên (1875), ngày 20 tháng 1, Tái Điềm chính thức đăng quang tại Thái Hòa điện, tế cáo thiên địa, Tông miếu, Xã tắc. Sau khi đăng ngai, Hoàng đế đến Càn Thanh cung lạy trước ngự dung của Đồng Trị Đế, sau đó đến Chung Túy cung lạy Từ An Hoàng thái hậu, Trường Xuân cung lạy Từ Hi Hoàng thái hậu, và đến Trữ Tú cung lạy Gia Thuận Hoàng hậu.
Năm Quang Tự thứ 2 (1876), ngày 3 tháng 7, dâng thêm huy hiệu 4 chữ, toàn xưng là Từ An Đoan Dụ Khang Khánh Chiêu Hòa Trang Kính Hoàng thái hậu (慈安耑裕康慶昭和莊敬皇太后).
Vào lúc này, Từ Hi Thái hậu bắt đầu ngã bệnh, nên khoảng thời gian đầu Quang Tự, Từ An Thái hậu đã một mình thiết triều. Đương khi đó, Đại Thanh phải đối mặt với Đế quốc Nga trong việc tranh giành sự ảnh hưởng lên Ili. Khoảng năm 1871 thời Đồng Trị, có một cuộc nổi dậy của người Hồi, được gọi là [Đồng Trị hồi biến; 同治回变] đã khuấy động vùng Tân Cương, Đế quốc Nga trước tình thế đó đã giành lấy Ili. Khoảng năm 1877, triều đình nhà Thanh yêu cầu lấy lại chính quyền tại Ili, thì sang năm 1879, Đế quốc Nga đáp trả lại rằng họ đang thực sự nắm quyền tại Ili và từ chối yêu cầu của Đại Thanh, và điều này làm Đại Thanh chính thức gay gắt với Đế quốc Nga. Chính sự tạm lắng khi Thanh và Nga ký Y Lê điều ước (伊犁條約), chấm dứt 10 năm căng thẳng giữa Thanh và Nga vì Ili.

## Băng thệ
Năm Quang Tự thứ 7 (1881), ngày 10 tháng 3 (tức ngày 8 tháng 4 dương lịch), Từ An Hoàng thái hậu cảm thấy không khỏe nên không đến Dưỡng Tâm điện nghe chính, đêm đó đột nhiên qua đời tại Chung Túy cung trong sự kinh ngạc của triều thần, hưởng thọ 44 tuổi.
Trước đó, Từ Hi Hoàng thái hậu đột nhiên bị bệnh, Từ An Hoàng thái hậu trong một thời gian dài một mình xử lý chính sự cho đến khi đột ngột qua đời. Theo sử ký, trước đó một ngày (tức ngày 9 tháng 3 âm lịch), Từ An Hoàng thái hậu vẫn rất bình thường, triệu Quân cơ đại thần vào bàn luận, chỉ là hai má ửng đỏ (Nguyên văn: 两颊微赤; từ Thuận Am bí lục 述庵秘录). Sang ngày tiếp theo, theo kí lục của Ông Đồng Hòa, Từ An Hoàng thái hậu ngẫu nhiên cảm mạo, không triệu kiến Quân cơ đại thần, đến tối đột nhiên bạo băng. Bệnh tình đột nhiên nghiêm trọng như vậy, dẫn đến triều thần không thể tin được Từ An Thái hậu mất vì bệnh, do đó rất rất nhiều đồn đoán xung quanh cái chết này của bà.
Ngày 13 tháng 5, suất chư Vương, Bối lặc, Văn võ đại thần, dâng sách bảo thượng thụy hiệu là Hiếu Trinh Từ An Dụ Khánh Hòa Kính Nghi Thiên Tộ Thánh Hiển Hoàng hậu (孝貞慈安裕慶和敬誠靖儀天祚聖顯皇后). Chiếu cáo thiên hạ.
Sách văn thụy viết:
| “                                    | 臣闻轩神舜知。资后德以佐昌期。嫄庙娀台。表母仪而熙鸿号。述坤元之盛媺。彤管奚殚。举萃格之缛仪。瑶华用勒。钦惟皇妣大行慈安端裕康庆昭和庄敬皇太后。方祗协撰。羲曜齐辉。毓华阀以钟灵。正璇宫而赞治。仁心绥福。宽宏则樛木赓诗。阴教端型。雍肃则籧筐式礼。萱闱训政。正投艰遗大之年。椒殿殚勤。有旋乾转坤之量。举与错用人惟己。除大憝而朝列清。肃与温稽古同天。歼渠魁而胁从赦。逾汉明德之德。抑幸泽以黜浮华。迈宋宣仁之仁。御讲筵而论治道。埽群寇如霆疾。措九州于磐安。北燮南谐。慰文考未终之志。朝箴夕诲。成穆宗耆定之勋。俯眷冲人。俾承洪绪。濯龙视膳。欢然合万国以尊亲。长乐闻钟。盛矣备两朝之孝养。祷旸闵雨。无一夫失所而后安。内辑外柔。虽四海永清而罔懈。徽音静穆。功在宗社而忘其功。厚德谦冲。圣合经权而不自圣。二十载宵衣旰食。率土知恩。七年来顾复劬劳。昊天罔极。犹忆金泥绚采。演十字之徽称。默期宝算延洪。享亿龄之纯祜。何意登遐之忽遘。徒令攀慕以无从。当殷礼之肇称。考周书之上谥。推薄海蒙庥之治本。孝与慈所以使民。体先皇锡号之初心。贞而安斯能应地。通于神明。光于四海。惟爱敬居百行之原。河以天苞。洛以地符。惟正固启上元之运。博咨百尔。祗告三灵。谨奉册宝上尊谥曰孝贞慈安裕庆和敬仪天祚圣显皇后。于戏。三春皆莫报之慈晖。万叶有难忘之闓泽。金瓯永奠。繄惟立鳌极之娲皇。琬牒长新。敢拟颂燕天之文母。式扬懿范。益祚丕基。谨言。 . Thần văn hiên thần thuấn tri. Tư hậu đức dĩ tá xương kỳ. Nguyên miếu tung đài. Biểu mẫu nghi nhi hi hồng hào. Thuật khôn nguyên chi thịnh 媺. Đồng quản hề đàn. Cử tụy cách chi nhục nghi. Dao hoa dụng lặc. Khâm duy Hoàng tỉ Đại Hành Từ An Đoan Dụ Khang Khánh Chiêu Hòa Trang Kính Hoàng thái hậu. Phương chi hiệp soạn. Hi diệu tề huy. Dục hoa phiệt dĩ chung linh. Chính toàn cung nhi tán trị. Nhân tâm tuy phúc. Khoan hoành tắc cù mộc canh thi. Âm giáo đoan hình. Ung túc tắc cừ khuông thức lễ. Huyên vi huấn chính. Chính đầu gian di đại chi niên. Tiêu điện đàn cần. Hữu toàn càn chuyển khôn chi lượng. Cử dữ thác dụng nhân duy kỷ. Trừ đại đỗi nhi triều liệt thanh. Túc dữ ôn kê cổ đồng thiên. Tiêm cừ khôi nhi hiếp tòng xá. Du hán minh đức chi đức. Ức hạnh trạch dĩ truất phù hoa. Mại tống tuyên nhân chi nhân. Ngự giảng diên nhi luận trị đạo. Tảo quần khấu như đình tật. Thố cửu châu vu bàn an. Bắc tiếp nam hài. Úy văn khảo vị chung chi chí. Triều châm tịch hối. Thành Mục Tông kỳ định chi huân. Phủ quyến trùng nhân. Tỉ thừa hồng tự. Trạc long thị thiện. Hoan nhiên hợp vạn quốc dĩ tôn thân. Trường nhạc văn chung. Thịnh hĩ bị lưỡng triều chi hiếu dưỡng. Đảo dương mẫn vũ. Vô nhất phu thất sở nhi hậu an. Nội tập ngoại nhu. Tuy tứ hải vĩnh thanh nhi võng giải. Huy âm tĩnh mục. Công tại tông xã nhi vong kỳ công. Hậu đức khiêm trùng. Thánh hợp kinh quyền nhi bất tự thánh. Nhị thập tái tiêu y cán thực. Suất thổ tri ân. Thất niên lai cố phục cù lao. Hạo thiên võng cực. Do ức kim nê huyến thải. Diễn thập tự chi huy xưng. Mặc kỳ bảo toán duyên hồng. Hưởng ức linh chi thuần hỗ. Hà ý đăng hà chi hốt cấu. Đồ lệnh phàn mộ dĩ vô tòng. Đương ân lễ chi triệu xưng. Khảo chu thư chi thượng thụy. Thôi bạc hải mông hưu chi trị bổn. Hiếu dữ từ sở dĩ sử dân. Thể tiên hoàng tích hào chi sơ tâm. Trinh nhi an tư năng ứng địa. Thông vu thần minh. Quang vu tứ hải. Duy ái kính cư bách hành chi nguyên. Hà dĩ thiên bao. Lạc dĩ địa phù. Duy chính cố khải thượng nguyên chi vận. Bác tư bách nhĩ. Chi cáo tam linh. Cẩn phụng sách bảo, thượng tôn thụy viết Hiếu Trinh Từ An Dụ Khánh Hòa Kính Nghi Thiên Tộ Thánh Hiển Hoàng hậu. Vu hí! Tam xuân giai mạc báo chi từ huy. Vạn diệp hữu nan vong chi khải trạch. Kim âu vĩnh điện. Ê duy lập ngao cực chi oa hoàng. Uyển điệp trường tân. Cảm nghĩ tụng yến thiên chi văn mẫu. Thức dương ý phạm. Ích tộ phi cơ. Cẩn ngôn. | ” |
| — Sách văn Hiếu Trinh Hiển Hoàng hậu | |   |

Ngày 17 tháng 9 (âm lịch), giờ Mão, tiến hành an táng Hiếu Trinh Hiển Hoàng hậu vào Phổ Tường Dục Định Đông lăng (普祥峪定東陵) của Thanh Đông lăng. Ngày 22 tháng ấy, làm đại lễ phụ thờ thần vị của Hiếu Trinh Hiển Hoàng hậu vào Thái Miếu, Phụng Tiên điện.
Năm Tuyên Thống nguyên niên (1909), tháng 4, tôn thêm 2 chữ Thành Tĩnh (誠靖), toàn xưng Hiếu Trinh Từ An Dụ Khánh Hòa Kính Thành Tĩnh Nghi Thiên Tộ Thánh Hiển Hoàng hậu (孝貞慈安裕慶和敬誠靖儀天祚聖顯皇后)
Thanh triều duy nhất Lưỡng cung Thùy liêm bây giờ chỉ còn duy nhất Từ Hi Thái hậu, hơn nữa Từ An Thái hậu so với Từ Hi còn kém 2 tuổi, đến đây đột nhiên bạo vong. Đối với việc Từ An Thái hậu đột nhiên tử vong, ở đương đại dân gian và hậu đại về sau đều có rất nhiều hoài nghi cùng suy đoán, trở thành một trong những nghi án nổi tiếng nhất trong suốt hơn 200 năm tồn tại của nhà Thanh.

## Nguyên nhân cái chết

### Từ Hi Thái hậu hại chết
Do Từ An Thái hậu qua đời quá nhanh, nghi vấn về sự liên quan của Từ Hi Thái hậu trong cái chết của bà là không tránh khỏi. Có lời đồn cho rằng chính Từ Hi Thái hậu đã thủ tiêu bà vì bà có di chiếu bí mật của Hàm Phong Đế để lại trước khi băng hà. Đây cũng chính là lời đồn đoán được lưu truyền phổ biến nhất về cái chết của bà.
Lời đồn nói rằng, ngay trước khi lâm chung, Hàm Phong Đế đã cảm thấy Từ Hi về sau ắt tạo loạn, nên bí mật lập chiếu dụ, dặn dò Từ An Thái hậu nếu Từ Hi cậy tử làm xằng làm bậy thì lấy đạo dụ này ra, căn cứ theo tổ tông gia pháp mà trị tội.
Sau khi Hàm Phong Đế băng hà, Từ An Thái hậu từng gọi Từ Hi Thái hậu đến và đưa ra mật dụ, lấy cảnh báo tỉnh, khiến Từ Hi nơm nớp lo sợ. Vì thế, suốt thời Đồng Trị, Từ Hi Thái hậu an phận thủ thường, đối với Từ An Thái hậu muôn phần cung kính, không hề làm trái. Do thấy Từ Hi Thái hậu như vậy phụng dưỡng mình, Từ An Thái hậu dần tháo bỏ cảnh giác. Một ngày, Từ An Thái hậu bị bệnh, uống thuốc khác không khỏi, nhưng đến khi ăn thứ của Từ Hi Thái hậu thì kỳ diệu khỏi hẳn. Phấn chấn, Từ An đi dạo Di Hòa Viên, thấy cánh tay Từ Hi Thái hậu băng bó mới tra hỏi. Từ Hi thuật lại việc mình cắt cổ tay làm mồi nhử thuốc cho Từ An uống, trần tình rất là thống khổ cảm động. Từ An là người nhân từ, nghe thế rất cảm động, mới hồi cung, trước mặt Từ Hi Thái hậu mà đốt mật dụ năm nào. Sau đó, Từ Hi Thái hậu không còn kiêng dè gì, câu kết Thái y hại chết Từ An Thái hậu, dần giành quyền độc bá triều chính.
Câu chuyện này thậm chí ghi vào Sùng Lăng truyện tín lục (崇陵传信录), về sau dù cho có vài dị bản của câu chuyện nhưng đều thống nhất rằng: [Từ Hi đã giết chết Từ An]. Ngoài ra, còn có sách Vấn trần ngẫu ký (聞塵偶記) của Văn Đình Thức (文廷式) cũng đề cập một kết quả tương tự, nhưng nguyên do là bởi vì Từ An Thái hậu biết Từ Hi Thái hậu có một con riêng, và Từ Hi đã giết Từ An để bịt đầu mối cùng chiếm quyền. Dù có rất nhiều giả thuyết cùng vô số câu chuyện tạo thành, nhưng chung quy thì đó cũng chỉ là những tác phẩm văn học dân gian, bị ảnh hưởng bởi tiểu thuyết hoặc động cơ chính trị bôi nhọ Từ Hi Thái hậu, rất nhiều trong đó là đồn đoán vô căn cứ.

### Xuất huyết não
Mặc dù có sức khỏe tốt, Từ An Thái hậu thực sự đã từng ngã bệnh nhiều lần trước đó. Trong cuốn hồi ký của Ông Đồng Hòa, thầy dạy của Quang Tự Đế một thời gian, Từ An đã từng gặp một số triệu chứng mà y học ngày nay gọi là đột quỵ hay xuất huyết não.
Dựa vào trí nhớ của mình, Ông Đồng Hòa từng ghi rõ mạch chứng của Từ An Thái hậu như sau: "Thần phương: Thiên ma, đảm tinh; (mạch) án vân loại phong giản thậm trọng. Ngọ khắc nhất (mạch) án vô dược, vân thần thức bất thanh, nha khẩn. Vị khắc lưỡng phương tuy khả quán, cứu bất thỏa vân vân, tắc dĩ hữu di niệu tình hình, đàm ủng khí bế như cựu. Dậu khắc, nhất phương vân lục mạch tương thoát, dược bất năng hạ. Tuất khắc (vãn bát thời tiền hậu) tiên thệ.". Căn cứ vào bệnh tình phát triển, các chuyên gia trung y ở Trung Quốc phán đoán hơn phân nửa là do xuất huyết não đột phát, làm Từ An Thái hậu đột nhiên qua đời.
Kì thực, bệnh của Từ An Thái hậu đã có biểu hiện từ rất sớm chứ không phải đột nhiên. Khoảng tháng 3 năm Đồng Trị thứ 2 (1863), lúc chỉ mới 26 tuổi, Từ An Thái hậu từng bất ngờ ngất xỉu và bị á khẩu trong khoảng một tháng sau khi tỉnh lại, đó là một biểu hiện lâm sàng. Sự việc tiếp diễn lần thứ hai vào tháng 1 năm Đồng Trị thứ 8 (1870). Bên cạnh đó, Thuật Am bí lục từng ghi bà hai má ửng đỏ, này chính là "Gan dương thượng kháng", khả năng đã huyết áp rất cao, trực tiếp dụ phát não trúng phong, thậm chí não xuất huyết.

## Trong văn hóa đại chúng
| Năm  | Tên phim                                                                                | Diễn viên                               |
| 1964 | Tây Thái hậu và Trân phi (西太后與珍妃)                                                 | Lâm Tịnh 林靜                           |
| 1981 | Song Ấn truyền kỳ (雙印傳奇)                                                            | Doãn Bảo Liên 尹寶蓮                    |
| 1983 | Hỏa thiêu Viên Minh viên (火燒圓明園)                                                   | Trần Diệp 陳燁                          |
| 1983 | Thùy liêm thính chính (垂簾聽政)                                                        | Trần Diệp 陳燁                          |
| 1983 | Thiếu nữ Từ Hi (少女慈禧)                                                               | Mạc Thúy Nhàn 麥翠嫻                    |
| 1986 | Từ Hi ngoại truyện (慈禧外傳)                                                           | Doãn Bảo Liên 尹寶蓮                    |
| 1987 | Lưỡng cung Hoàng thái hậu (兩宮皇太后)                                                  | Lưu Đông 劉冬                           |
| 1989 | Nhất đại Yêu hậu (一代妖后)                                                             | Trần Diệp 陳燁                          |
| 1990 | Thanh cung Thập tam hoàng triều chi Huyết nhiễm Tử Cấm Thành (滿清十三皇朝之血染紫禁城) | Sâm Sâm 森森                            |
| 1993 | Hí thuyết Từ Hi (戲說慈禧)                                                              | Hà Tình 何晴                            |
| 2005 | Hàm Phong vương triều chi Nhất liêm u mộng (咸豐王朝之一簾幽夢)                         | Cao Đan Đan 高丹丹                      |
| 2005 | Nhất sinh vi nô (一生为奴)                                                              | Tống Giai 宋佳                          |
| 2012 | Nữ nhân hoa (女人花)                                                                    | Lâm Vĩ Quân 林韦君                      |
| 2012 | Hồng tường lục ngõa (红墙绿瓦)                                                          | Trần Lị Na 陳莉娜                       |
| 2012 | Đại thái giám (大太監)                                                                  | Thiệu Mỹ Kỳ 邵美琪 Lương Lệ Oánh 梁麗瑩 |
| 2015 | Doanh hoàn chi chí (瀛寰之志)                                                           | Xuân Lệ 秦丽                            |